# پرندگان خشمگین

تصویری از کاراکتر اصلی بازی که به نام قرمز یا خشمگین شناخته می‌شود.

پرندگان خشمگین یا اَنگری بِردز (به انگلیسی: Angry birds) یک فرنچایز چندرسانه‌ای، ساختِ فنلاند است که توسط شرکت بازی‌سازی راویو انترتینمنت ساخته شد.
پرندگان خشمگین با الهام‌گیری از بازی قلعه را درهم بکوب ساخته شده و به دلایلی مانند: ترکیبی موفق از گیم پلی سرگرم‌کننده، سبک کمیک، صداگذاری و موسیقی عالی مورد تحسین قرار گرفته‌است. محبوبیت این بازی، باعث ساخت اسپین‌آف‌های بسیاری شد که با استقبال بسیار زیادی مواجه شدند. پرندگان خشمگین برای چندین پلتفرم گوناگون از جمله کنسول‌های بازی، گوشی‌های هوشمند و رایانه شخصی منتشر شده‌است. همچنین یک مجموعهٔ انیمیشن تلویزیونی با نام  کارتون پرندگان خشمگین و دو فیلم سینمایی با نام‌هایِ پرندگان خشمگین و پرندگان خشمگین ۲ که دنباله فیلم قبلی است؛ با الهام از این بازی ساخته شده‌اند. این بازی، تا ماه ژانویه سال ۲۰۱۴ میلادی، بیش از ۲ میلیارد دانلود در تمام پلتفرم‌ها داشته‌است.
تا ماه ژوئیهٔ سال ۲۰۱۵ میلادی، بازی‌های این مجموعه در مجموع بیش از ۳ میلیارد بارگیری شده‌اند، که آن را به بیشترین بارگیری سری بازی‌های فری‌میوم در تاریخ تبدیل کرد. بازی اصلی پرندگان خشمگین یکی از رایج‌ترین بازی‌های اکنون و یکی از موفقیت‌های بزرگ در سال ۲۰۱۰ بود. نخستین نسخه بازی ویدئویی سری اول، پرندگان خشمگین ۲ در ۳۰ ژوئیه ۲۰۱۵ منتشر شد.
اولین نسخه از این مجموعه ابتدا در ۱۱ دسامبر ۲۰۰۹ برای سیستم عامل آی‌اواس منتشر شد. در آن زمان به دلیل همه‌گیری آنفولانزای خوکی، کارکنان تصمیم گرفتند از خوک‌های سبز به عنوان دشمنان پرندگان خشمگین استفاده کنند. این بازی برای سایر سیستم‌عامل‌های گوشی‌های هوشمند از جمله اندروید نیز منتشر شد. در اوایل سال ۲۰۱۹ میلادی، همه بازی‌های پرندگان خشمگین که قبل از اکتبر سال ۲۰۱۴ منتشر شده بودند (به استثنای بازی فرندز (دوستان)) توقیف شدند و از روی همه پلتفرم‌ها حذف شدند؛ هرچند بازی خوک‌های بدجنس در اوایل سال ۲۰۲۰ دوباره اضافه شد. راویو از توضیح دلیل خود برای گرفتن این تصمیم خودداری کرده‌است، اما دو توییت کوتاه و پاسخ توسط پشتیبانی وجود دارند که هر کدام پاسخ‌های متفاوتی دارند. با این حال در ژوئن ۲۰۲۱، با درخواست طرفداران، راویو اعلام کرد که بازی‌های قدیمی در آینده دوباره در فروشگاه‌های اینترنتی در دسترس خواهند بود. نسخه بازسازی‌شده بازی اصلی پرندگان خشمگین معروف به راویو کلاسیک: پرندگان خشمگین در ۳۱ مارس ۲۰۲۲ برای پلتفرم‌های تلفن همراه (اندروید، آی‌اواس)عرضه شد. بعد از مدتی برای پلتفرم های کامپیوتر و کنسولی های بازی منتشر شد. 

## نمای کلی
داستان حول محور ۱۰ پرنده در جریان است. قرمز و ترنس(کاردینال شمالی)(اندازه ترنس بزرگتر است)، چاک (قناری زرد)، جی، جیک و جیم گآبی‌ها" (کبود مرغ‌های کوهی)، بمب (لون معمولی)، ماتیلدا (مرغ)، استلای (گالا)، بابل‌های (اوریول جامائیکایی)، هال (توکانچه زمردی) و ترنس (کاردینال شمالی). آنها توسط تیرکمان سنگی ساخته شده توسط خوک‌ها پرتاب می‌شوند و از توانایی‌های منحصر به فردشان برای حفاظت از تخم‌های خود در برابر خوک‌هایی که می‌خواهند آنها را بدزدند و بخورند، استفاده می‌کنند. تخم‌ها به پرنده‌ها امید می‌دهند تا زمانی که با کمک پرندگانی مانند عقاب توانا و نقره، صلح را به جزیره بیاورند. خوک‌ها توسط پادشاه خوک (هماورد اصلی که در بازی‌ها ظاهر می‌شود) یا پادشاه لئونارد ("قهرمان" سابق سری فیلم و پدر "اسموت چیکس" در بازی‌ها بود) رهبری می‌شوند. سرسپردگان، خوک سرجوخه، خوک سرکارگر، خوک آشپز، و خوک‌های کوچک در زمان پادشاه خوک زندگی می‌کنند. در بازی‌ها، داستان در جزیره خوک‌ها اتفاق می‌افتد که پرندگان و خوک‌ها در آن زندگی می‌کنند درحالی‌که در فیلم‌ها پرندگان و خوک‌ها جزایر مخصوص به خود با نام‌های جزیره پرندگان و جزیره خوک‌ها را دارند.

## بازی‌های ویدئویی
| ۲۰۰۹ | کلاسیک        |
| ۲۰۱۰ | فصول          |
| ۲۰۱۱ | ریو           |
| ۲۰۱۲ | دوستان        |
| ۲۰۱۲ | فضا           |
| ۲۰۱۲ | جنگ ستارگان   |
| ۲۰۱۳ | جنگ ستارگان ۲ |
| ۲۰۱۳ | برو!          |
| ۲۰۱۴ | حماسه         |
| ۲۰۱۴ | تبدیل شوندگان |
| ۲۰۱۵ | مبارزه!       |
| ۲۰۱۵ | ۲             |
| ۲۰۱۶ | اکشن!         |
| ۲۰۱۶ | انفجار!       |
| ۲۰۱۷ | تکامل         |
| ۲۰۱۷ | مَچ            |
| ۲۰۱۸ |               |
| ۲۰۱۹ | انفجار رؤیایی |
| ۲۰۱۹ | جزیرهٔ خوک‌ها   |
| ۲۰۱۹ | تحت‌فشار       |
| ۲۰۲۰ |               |
| ۲۰۲۱ | ریلودد        |
| ۲۰۲۱ | جزیرهٔ پرنده   |
| ۲۰۲۲ | سفر           |

| سال          | بازی                                    | ژانر                  | توضیحات |
| ------------ | --------------------------------------- | --------------------- | --- |
| دسامبر ۲۰۰۹  | پرندگان خشمگین                          | معمایی                | اولین نسخه منتشر شده می‌باشد که در درجه اول شامل تیراندازی پرندگان به قلعه خوک است. این بازی از سال ۲۰۱۱ به مدت چند سال محبوب‌ترین بازی در گوگل‌پلی و یکی از بهترین بازی‌های جهان از دید مردم و منتقدین بود.                                                                        |
| اکتبر ۲۰۱۰   | پرندگان خشمگین برای تمام فصول           | معمایی                | نسخه دوم این بازی با مراحل اضطراب در تعطیلات، روز اول مدرسه، هالووین و عید پاک بود که در اصل به‌عنوان پرندگان عصبانی هالووین منتشر شد. |
| مارس ۲۰۱۱    | پرندگان خشمگین ریو                      | معمایی                | سومین نسخه پرندگان خشمگین، با فیلم‌های ریو و ریو ۲ در ارتباط است که تبدیل به دومین بازی پر فروش گوگل‌پلی در سال ۲۰۱۲ و ۲۰۱۳ شد. |
| فوریه ۲۰۱۲   | پرندگان خشمگین دوستان                   | معمایی                | نسخه چهارم این بازی در اصل، منحصراً برای فیس‌بوک بود، اما بعد از آن به تلفن همراه منتقل شد. |
| مارس ۲۰۱۲    | پرندگان خشمگین فضایی                    | معمایی                | نسخه پنجم این بازی شامل سیارات، گرانش و پرندگان با توانایی‌هایی بهبودیافته شد. |
| نوامبر ۲۰۱۲  | پرندگان خشمگین جنگ ستارگان              | معمایی                | نسخه ششم با سه‌گانهٔ اصلی جنگ ستارگان یعنی فیلم‌های جنگ ستارگان (۱۹۹۷)، امپراتوری ضربه می‌زند (۱۹۸۰) و بازگشت جدای (۱۹۸۳) در ارتباط است. |
| سپتامبر ۲۰۱۳ | پرندگان خشمگین جنگ ستارگان ۲            | معمایی                | نسخه هفتم که بر اساس سه‌گانه پیش‌درآمد جنگ ستارگان است که این سه‌گانه شامل فیلم‌های تهدید شبح (۱۹۹۹)، حمله کلون‌ها (۲۰۰۲)، انتقام سیت و شورشیان جنگ ستارگان می‌باشد. نسخه هفتم اولین بازی سازگار با Hasbro's Telepods بود که به بازیکن اجازه می‌داد یک شخصیت خاص را در بازی احضار کند. |
| دسامبر ۲۰۱۳  | پرندگان خشمگین برو!                     | مسابقه ای             | هشتمین نسخه بازی به شکل یک بازی رانندگی منتشر شد. |
| ژوئن ۲۰۱۴    | حماسه پرندگان خشمگین                    | نقش آفرینی            | نهمین نسخه بازی به مبارزات RPG نوبتی و سیستم تجهیزات مجهز شد. |
| اکتبر ۲۰۱۴   | پرندگان خشمگین تبدیل شوندگان            | پهلو - پیمایش         | دهمین نسخه بازی با فرنچایز تبدیل شوندگان مرتبط است و یک بازی پهلو-پیمایشِ شوتم آپ است. |
| ژوئن ۲۰۱۵    | پرندگان خشمگین مبارزه!                  | تطبیق کاشی، نقش‌آفرینی | یازدهمین نسخه بازی دوئل یک بازیکن در مقابل بازیکن مچ-۳ است. |
| ژوئیه ۲۰۱۵   | پرندگان خشمگین ۲                        | معمایی                | دنباله مستقیم پرندگان خشمگین و دوازدهمین بازی از این سری که شامل سطوح چند مرحله ای است. |
| آوریل ۲۰۱۶   | پرندگان خشمگین اکشن!                    | معمایی پین‌بال         | این سیزدهمین نسخه از این سری و اولین بازی است که پرندگان را در طرح‌های فیلم خود به نمایش می‌گذارد. |
| دسامبر ۲۰۱۶  | پرندگان خشمگین انفجار                   | تطبیق کاشی            | چهاردهمین نسخه از این بازی دارای گیم‌پلی تطبیق کاشی است که بازیکن بالن‌هایی را برای آزاد کردن پرندگان خشمگین پرتاب می‌کند. |
| ژوئن ۲۰۱۷    | پرندگان خشمگین تکامل                    | نقش‌آفرینی، پین‌بال     | پانزدهمین نسخه از این سری یک بازی نبرد RPG نوبتی می‌باشد. |
| اوت ۲۰۱۷     | پرندگان خشمگین مچ                       | تطبیق کاشی            | شانزدهمین نسخه از این سری یک بازی تطبیق کاشی است که شامل هچلینگ‌ها و شخصیت‌های پرندگان خشمگین آبی‌ها می‌شود. |
| ژانویه ۲۰۱۹  | پرندگان خشمگین انفجار رؤیایی            | تطبیق کاشی            | هفدهمین نسخه از این سری، خود یک اسپین آف از انفجار است! بازیکنان گروه‌هایی از توپ‌های هم رنگ را برای تکمیل اهداف پرتاب می‌کنند. |
| فوریه ۲۰۱۹   | پرندگان خشمگین وی آر ای آر: جزیره خوک‌ها | معمایی                | هجدهمین نسخه این سری که دارای نسخه‌های واقعیت مجازی و واقعیت افزوده می‌باشد از سبک بصری و هنری فیلم پرندگان خشمگین الگو گرفته‌است. |
| اوت ۲۰۱۹     | پرندگان خشمگین ۲ وی آر: تحت فشار        | معمایی                | بازی در آزمایشگاه گجت خوک‌ها اتفاق می‌افتد که شخصیت‌های اصلی از آن برای رسیدن به جزیرهٔ عقاب و رویارویی در فیلم پرندگان خشمگین ۲ استفاده می‌کنند. |
| ژوئیه ۲۰۲۱   | پرندگان خشمگین ریلودِد                   | معمایی                | نوزدهمین نسخه از این بازی دارای گیم‌پلی اصلی با تصاویر، شخصیت‌ها و جهان‌های جدید در سرویس اشتراکی اپل آرکید می‌باشد. |
| دسامبر ۲۰۲۱  | پرندگان خشمگین: جزیرهٔ پرنده             | نقش‌آفرینی             | بیستمین نسخه از این سری دارای یک نقشه جهان باز با وظایف، یک پرنده قابل تنظیم، ماشین‌های قابل رانندگی، خانه‌ها و توانایی جوجه‌کشی و پرورش جوجه‌ها در پلتفرم MMOG روبلاکس می‌باشد |
| ژانویه ۲۰۲۲  | پرندگان خشمگین: سفر                     | معمایی                | بیست و یکمین نسخه از این بازی دارای گرافیک و ساختار سطح مشابه پرندگان خشمگین ۲ است اما با فصل‌های متنوع که بازیکنان هر ۵ پرنده با توانایی‌های مختلفی که خواهند داشت می‌توانند تا هدف سطح را تکمیل کنند که به مرحله بعدی بروند.                                                     |

### اسپین آف‌ها
| سال          | بازی                         | ژانر       | توضیحات |
| ------------ | ---------------------------- | ---------- | --- |
| سپتامبر ۲۰۱۲ | خوک‌های بد جنس                | معمایی     | بازیکنان باید وسایل نقلیه را بسازند تا خوک‌ها را به مقصدشان ببرند. |
| سپتامبر ۲۰۱۴ | پرندگان خشمگین استلا         | معمایی     | بازی اصلی از الگوی بازی پرندگان عصبانی دوباره استفاده می‌کند اما با بازی پرندگان جدید. |
| مارس ۲۰۱۵    | پرندگان خشمگین پاپ!          | تطبیق کاشی | این دومین بازی در سری استلا بود که در ابتدا با نام پرندگان خشمگین استلا پاپ!، که بازیکنان باید حباب‌ها را با هم ترکیب و در نهایت اهداف داده شده را تکمیل کنند. در ژوئیه ۲۰۱۵، نام «استلا» از عنوان حذف شد و به نام کنونی تغییر پیدا کرد. |
| فوریه ۲۰۱۸   | پرندگان خشمگین قهرمانان      | معمایی     | یک بازی رقابتی که در آن بازیکنان به نوبت پرندگان عصبانی را مورد ضرب و شتم قرار می‌دهند، هدف غلبه بر مخالفان است. |
| مه ۲۰۱۸      | پرندگان خشمگین برای پیام‌رسان | معمایی     | این نسخه برای پیام‌رسان فیس‌بوک ساخته شده و دارای گیم پلیی مشابه پرندگان خشمگین ۲ است. |
| مه ۲۰۱۹      | پرندگان خشمگین پاپ انفجار    | تطبیق کاشی | دنباله‌ای بر نسخه اصلی که در ابتدا پرندگان خشمگین پاپ ۲ نام داشت و پس از اتفاقات فیلم دوم رخ می‌دهد. همچنین این قابلیت وجود دارد که همزمان به عنوان پرنده و خوک بازی کنید.                                                                |
| ژوئن ۲۰۱۹    | پرندگان خشمگین اکسپلور       | N/A        | اسپین آف پرندگان خشمگین اکشن است که در سال ۲۰۱۷ متوقف شد. این بازی دارای چند بازی کوچک و بردزکد است. |

### گردآوری شده
| سال  | بازی                  | ژانر | توضیحات                                                                                       |
| ---- | --------------------- | ---- | --------------------------------------------------------------------------------------------- |
| ۲۰۱۲ | سه‌گانه پرندگان خشمگین | فکری | مجموعه ای از اولین سه بازی پرندگان خشمگین (اصلی، فصل‌ها و ریو) برای کنسول‌های بازی ویدئویی است. |

### لغو شده
این بازی‌ها به صورت نرم‌افزاری در کشورهای منتخب عرضه شدند اما پس از گذشت چند ماه انتشار آن متوقف شد و برخی از آنها هرگز منتشر نشدند.
| انتشار          | توقف         | بازی                     | سبک                           | توسعه دهنده       | توضیحات |
| --------------- | ------------ | ------------------------ | ----------------------------- | ----------------- | --- |
| منتشر نشده      | ۱ آوریل ۲۰۱۶ | انگری بردز               | شبیه‌سازی، رمان تصویری، ترسناک | N/A               | در حالی که به عنوان یک شوخی اول آوریل فاش شد، در واقع در حال توسعه بود. این بازی پرندگان خشمگین را با ظاهری شبیه به همتایان سینمایی خود نشان می‌داد، زیرا آنها به کشاورزی، بقای ترسناک، تیراندازی و غیره با داستانی کامل مشغول هستند.                           |
| آوریل ۲۰۱۶      | دسامبر ۲۰۱۶  | پرندگان خشمگین فوتبال    | معمایی                        | نیواستار گیمز     | این بازی که قبلاً به عنوان پرندگان خشمگین گل! شناخته می‌شد، شامل پرندگان و خوک‌ها است که در فیلم پرندگان خشمگین ظاهر می‌شوند، زیرا در مسابقات فوتبال به مصاف هم می‌روند.                                                                                            |
| مه ۲۰۱۶         | اکتبر ۲۰۱۶   | پرندگان خشمگین جنگنده آس | شوتم آپ                       | سیامگیم موبایل    | در گذشته با نام پرندگان خشمگین جنگنده‌های آسمان شناخته می‌شد. در این بازی پرندگان پرواز کرده و با جت‌های جنگنده خود به خوک‌ها شلیک می‌کنند این در حالی است که موجودات خائن را هم نجات می‌دهند.                                                                       |
| مه ۲۰۱۶         | دسامبر ۲۰۱۶  | پرندگان خشمگین تعطیلات   | شبیه‌سازی                      | اسپورینگ          | بیشتر شخصیت‌های فیلم پرندگان خشمگین را شامل می‌شود که خدمات استراحتگاهی را برای خوک‌های ورودی اجرا می‌کنند تا حواس آنها را از دزدیدن تخم‌ها منحرف کنند. |
| مارس-آوریل ۲۰۱۷ | ژوئن ۲۰۱۷    | پرندگان خشمگین جزایر     | نقش‌آفرینی، شبیه‌سازی           | NHN Studio629     | خوک‌ها منابع را جمع‌آوری و ایجاد می‌کنند، در حالی که پرندگان برای نجات خوک‌ها یا ارائه منابع در ماموریت‌ها با هیولاها مبارزه می‌کنند. |
| فوریه ۲۰۱۷      | اکتبر ۲۰۱۷   | پرندگان خشمگین دایس      | بازی تخته‌ای                   | جوی‌سیتی کورپوریشن | شخصیت‌های این بازی شامل پرندگان و خوک‌هایی می‌شود که در فیلم پرندگان خشمگین حضور دارند. در آن بازیکنان سعی می‌کنند دارایی را جمع‌آوری کنند و با قرار دادن آن‌ها در زمین حریفان خود را ورشکست کنند.                                                                   |
| فوریه ۲۰۱۸      | تابستان ۲۰۱۹ | پرندگان خشمگین جزیره     | معمایی                        | مایبو             | این بازی که با نام‌های پرندگان خشمگین بلاست ۲ و پرندگان خشمگین بلاست آیلند نیز شناخته می‌شود، یک بازی سه بعدی رایگان و شبیه به پرندگان خشمگین بلاست بود. |
| فوریه ۲۰۲۰      | سپتامبر ۲۰۲۰ | پرندگان خشمگین تنیس      | تنیس                          | راویو انترتینمنت  | بازی مانند تنیس انجام می‌شود: بازیکن باید یک مسابقه از بازی را در مراحلی با شخصیت‌های مختلف فیلم‌های پرندگان خشمگین و در مکان‌های مختلف مانند فلات کبالت و جزیره پرنده، برنده شود. حالت‌های بازی مختلفی وجود داشت و بازیکن می‌توانست در برابر بازیکن دیگری بازی کند. |
| مارس ۲۰۲۰       | دسامبر ۲۰۲۰  | پرندگان خشمگین لجندز     | نقش‌آفرینی                     | راویو انترتینمنت  | شبیه به پرندگان خشمگین حماسه بود با این تفاوت که از گرافیک سه بعدی، کارت، پرندگان، خوک‌ها و انسان‌ها استفاده می‌کند. |

### تبلیغاتی
از سال ۲۰۱۱ تا ۲۰۱۳، پرندگان خشمگین با بسیاری از شرکت‌های دیگر همکاری کرده و تغییراتی از این بازی را در موضوع شرکت‌های مربوط منتشر نموده‌است. اکثر آنها مبتنی بر ادوبی فلش پلیر بودند. همه بازی‌ها دارای مراحل و ویژگی‌های انحصاری بودند که به ارتقاء کمک می‌کند.
- پرندگان خشمگین کروم
- پرندگان خشمگین گوگل+
- پرندگان خشمگین با جادو (فقط گوشی‌های نوکیا سازگار با NFC خاص)
- پرندگان خشمگین ولکانو (فلفل ترکی ولکانوی فاتسر)
- پرندگان خشمگین صبحانه (غلات نسکوئیک)
- پرندگان خشمگین در شکار پسته طلایی (شرکت واندرفول)
- پرندگان خشمگین وولا تازوس  (تازوس پپسی‌کو)
- پرندگان خشمگین چیتوز
- پرندگان خشمگین تیم لوتوس اف۱
- پرندگان خشمگین مک‌دونالد (فقط چین)
- پرندگان خشمگین کوکا کولا  (مشارکت تیم المپیک چین، فقط چین)
- پرندگان خشمگین هیکی (مشارکت هیکی کوالاینن)
- پرندگان خشمگین تله‌پیتزا
- پرندگان خشمگین فوجی تی‌وی
- پرندگان خشمگین در ماجرهای اولترابوک (اولترابوکِ اینتل)
- پرندگان خشمگین فیلادلفیا ایگلز
- پرندگان خشمگین استاربرست
- پرندگان خشمگین رادوکس

### حضور افتخاری
| بازی              | سبک                                      | توضیحات |
| ----------------- | ---------------------------------------- | --- |
| لاین رنجرز        | نقش‌آفرینی                                | برخی از کاراکترها به عنوان واحدهای زمانی محدود ظاهر می‌شوند.                                                                   |
| معماها و اژدهایان | معمایی، نقش‌آفرینی                        | شخصیت‌های پرندگان خشمگین، پرندگان خشمگین دوستان و پرندگان خشمگین حماسه به عنوان هیولا در یک سیاه چال جمعی ظاهر می‌شوند.         |
| سونیک دش          | دونده بی پایان، سکوبازی                  | پرندگان خشمگین دارای شخصیت‌های قابل بازی است که فقط در رویداد تقاطع (خیال) قابل جمع‌آوری هستند.                                 |
| اسکای پانکس       | دونده بی پایان، سکوبازی                  | دارای لباس برای شخصیت‌های پرندگان خشمگین                                                                                       |
| دزد کوچولو        | اشاره-و-کلیکی ماجراجویی                  | مرحله ۱–۵ دارای یک عنصر پازل شبیه به پرندگان خشمگین است.                                                                      |
| ریترای            | ماجراجویی                                | اولین سطح Adbreak که در ریترای نشان داده شد بر اساس آخرین بازی پرندگان خشمگین آنها در آن زمان، یعنی پرندگان خشمگین حماسه است. |
| فقط رقص ۲۰۱۶      | موزیک ویدئو                              | دارای ریمیکسی از تم اصلی پرندگان خشمگین و شخصیت‌های آن به عنوان مرحله رقص می‌باشند.                                             |
| روبلاکس           | نقش‌آفرینی برخط چندنفره گسترده، ساخت بازی | لوازم جانبی مجازی با موضوع فیلم پرندگان خشمگین در طی یک رویداد مشترک قابل دستیابی بود.                                        |
| پابجی موبایل      | بتل رویال                                | اسلحه‌ها و لوازم جانبی فیلم پرندگان خشمگین در طول یک رویداد مشترک قابل دستیابی بود.                                            |
| دوئولینگو         | آموزش                                    | «قرمز» را به‌عنوان کاراکتر کوتاه دوم (علاوه بر جغد دوئولینگو) در وسط یک درس روی صفحه‌های پخش شده نشان می‌دهد.                    |
| الکس شگفت‌انگیز    | پازل                                     | کلمات «خشمگین» و «پرنده» در گوشه پایین صفحه، در کلاس درس استفاده می‌شوند. مورد قلک نیز سبز است و به خوک‌های بد اشاره دارد.      |
| ریو               | فیلم                                     | حضور قرمز در ساحل را برای چند ثانیه در نسخه تئاتری فیلم مشاهده کرد.                                                           |

## رسانه

نشان کلمهٔ اصلی پرندگان خشمگین که در بازی ویدیویی اصلی از ۱۱ دسامبر ۲۰۰۹ تا ۱۵ اکتبر ۲۰۱۰ استفاده شده‌است. توجه داشته باشید که این یکی از فونت Feast Of Flesh BB استفاده می‌کند.

نشان کلمهٔ پرندگان خشمگین که از ۱۵ اکتبر ۲۰۱۰ تا ۳۰ ژوئیه ۲۰۱۵ در بازی‌های ویدیویی، کالاها و نمایش‌های تلویزیونی استفاده می‌شد.

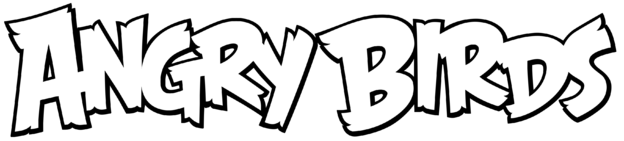
نشان کلمهٔ فعلی پرندگان خشمگین که از ۳۰ ژوئیه ۲۰۱۵ تاکنون در بازی‌های ویدیویی، کالاها، فیلم‌های بلند و نمایش‌های تلویزیونی استفاده می‌شود.

راویو در تلاش برای تولید فیلم و نمایش‌های تلویزیونی برای این مجموعه است. میکائیل هد، مدیرعامل راویو موبایل، یک فیلم بلند در سبک استاپ‌موشن آردمن در نظر دارد. برای این منظور، راویو یک استودیوی انیمیشن مستقر در هلسینکی را خریداری کرده‌است تا کارتون‌های کوتاه پرندگان خشمگین را در ایستگاه نیکلودئون اکسترا آماده کند. اولین پروژهٔ این استودیو ویژه کریسمس به نام «سالن‌ها را خراب کنید» بود که در ماه دسامبر ۲۰۱۱ عرضه شد. هد می‌گوید که ساخت چنین فیلم‌هایی سال‌ها طول خواهد کشید و راویو باید با تولید دنباله‌ها، شخصیت‌ها را تا آن زمان آماده نگه دارد.

### اقتباس‌های تلویزیونی
پرندگان خشمگین: تونز  یک مجموعه تلویزیونی بر اساس این بازی بود که در ۱۶ مارس ۲۰۱۳ ساخته شد. پرندگان خشمگین در موبایل‌ها، تلویزیون‌های هوشمند، سامانه‌های تلویزیونی و … در دسترس است. نسخه دی‌وی‌دی این مجموعه تلویزیونی توسط سرگرمی خانگی سونی پیکچرز منتشر شد. این سریال در کل دارای ۳ فصل می‌باشد.
در ۱۱ آوریل ۲۰۱۴، راویو یک سریال استاپ‌موشن، با نام  داستان‌های خوکی  را منتشر کرد. این سریال داستان زندگی خوک‌های مینیون را روایت می‌کند.
در ۱ نوامبر ۲۰۱۴، رایو پرندگان خشمگین استلا را منتشر کرد. این مجموعه انیمیشن ۲D/3D داستان زندگی استلا و دوستانش در جزیره خودشان را روایت می‌کند.
در ۳ ژوئیه ۲۰۱۵، راویو برنامه نمایش علمی موشک (به انگلیسی: Rocket Science Show) را منتشر کرد. این برنامه یک مجموعه انیمیشن آموزشی لایو اکشن است که در آن ناسا حقایقی را در مورد سیارات منظومه شمسی به بینندگان می‌گوید.
در ۱۲ ژوئیه ۲۰۱۵، پرندگان خشمگین واقعی (به انگلیسی: Real Angry Birds) با الهام از بازی پرندگان خشمگین در نشنال جئوگرافیک وایلد به نمایش درآمد.
در سال ۲۰۱۶، راویو برنامه‌نویسی شاد بازی (به انگلیسی: Fun Game Coding) را منتشر کرد. این سریال از دیگر مجموعه‌های انیمیشن آموزشی لایو اکشن است که حاوی دستورالعمل‌های روشنگری از کارمندان فن آور راویو است.
در ۱۰ مارس ۲۰۱۷، راویو یک مجموعه انیمیشن کامپیوتری  پرندگان خشمگین: آبی‌ها  را بر اساس  فیلم پرندگان خشمگین  منتشر کرد. این نشان می‌دهد که آبی‌ها (شخصیت‌های جی، جیک و جیم) در حال تفریح هستند، در حالی که دیگر جوجه‌های نوزاد کارهای تصادفی انجام می‌دادند و نقشه‌های آن‌ها را خراب می‌کردند.
در ۳ ژوئیه ۲۰۱۷، نتفلیکس و کیدزکلیک هر قسمت پرندگان خشمگین استلا، پرندگان خشمگین: تونز و داستان‌های خوکی را در قالب ۲۳ مجموعه ارائه کردند.
در ۱ ژوئن ۲۰۱۸، بیگ فیش انترتینمنت، یک شرکت سرگرمی آمریکایی، اعلام کرد که با راویو برای ایجاد یک نمایش بازی بر اساس پرندگان خشمگین با نام پرندگان خشمگین چالش (به انگلیسی: Angry Birds Challenge) همکاری خواهد کرد.
در ۹ ژوئن ۲۰۱۸، مجموعه ای با عنوان پرندگان خشمگین برلدکاپ (به انگلیسی: Angry Birds BirLd Cup) در یوتیوب منتشر شد.
در ۳ اکتبر ۲۰۱۸، سریالی با عنوان پرندگان خشمگین جاذبه صفر (به انگلیسی: Angry Birds Zero Gravity) در یوتیوب منتشر شد.
در ۱۷ نوامبر ۲۰۱۸، سریالی با عنوان پرندگان خشمگین در حال فرار (به انگلیسی: Angry Birds on the Run) در یوتیوب منتشر شد.
در اواخر سال ۲۰۱۸، راویو اعلام کرد که یک مجموعه تلویزیونی جدید و طولانی مدت پرندگان خشمگین با عنوان  پرندگان خشمگین: جنون تابستان  در حال تولید است و در ابتدا قرار بود در سال ۲۰۲۱ در نتفلیکس منتشر شود. این سریال در ژانویه ۲۰۲۲ منتشر شد.
در ۱ ژوئن ۲۰۱۹، مجموعه ای با عنوان پرندگان خشمگین کارگاه خلاقیت (به انگلیسی: Angry Birds MakerSpace) در یوتیوب منتشر شد.
در ۱۸ ژانویه ۲۰۲۰، مجموعه ای با عنوان پرندگان خشمگین داستان‌های تیرکمان سنگی (به انگلیسی: Angry Birds Slingshot Stories) در یوتیوب منتشر شد.
در ۳۱ اوت ۲۰۲۰، مجموعه جدیدی با عنوان پرندگان خشمگین مشکل حباب (به انگلیسی: Angry Birds Bubble Trouble) در آمازون فری تایم آنلیمیتد و یوتیوب منتشر شد.

## شخصیت‌ها
در مجموعه بازی‌های این فرنچایز می‌توان کنترل شخصیت‌های ذیل را به دست گرفت:
قرمز: باد شدن این پرنده ویژگی خاص آن است. او در نسخه فضایی تغییر چندانی نکرده و فقط ظاهر فضایی به خود گرفته‌است و در نسخه جنگ‌ستارگان در نقش لوک اسکایواکر، با شمشیر نوری به جنگ دشمنان می‌رود؛ امّا در نسخهٔ پرندگان خشمگین ۲ به خوک‌ها پیوسته و قابلیت جدیدی می‌گیرد. او امواج صوتی می‌فرستد که ساختمان‌ها را به جلو هدایت می‌کند.
چاک: افزایش سرعت این پرنده ویژگی خاص آن است. او در نسخه فضایی بنفش رنگ شده و این قدرت را پیدا می‌کند که در جهت دلخواه حرکت کند. او در نسخه جنگ ستارگان در نقش هان سولو با سلاح لیزری شلیک می‌کند. البته از این پرنده یک مشابه قهوه‌ای رنگ نیز در نسخه جنگ‌ستارگان وجود دارد که نقش لندو کارلیسین را ایفا می‌کند.
بلو: این پرنده با اشاره شما به ۳ پرنده تبدیل می‌شود و در نسخه‌های فضایی و جنگ‌ستارگان تنها تغییر ظاهر پیدا کرده‌است.
ماتیلدا: این پرنده با یک کلیک، تخم انفجاری خود را رها می‌کند. این پرنده در نسخه فضایی حضور ندارد و در نسخه جنگ‌ستارگان در نقش C-3PO که یک ربات است، قطعه قطعه می‌شود.
بمب: از ظاهر این پرنده پیداست که مانند بمب منفجر می‌شود. او در نسخه فضایی فقط تغییر ظاهر پیدا کرده و در نسخه جنگ ستارگان در نقش اوبی-وان کنوبی موج می‌فرستد.
هال: این پرنده مانند بومرنگ به عقب بازمی‌گردد و در نسخه‌های فضایی و جنگ‌ستارگان حضور ندارد.
ترنس: این پرنده، به شکل قرمز اما بزرگتر و قدرتمند تر از آن است و قدرت تخریب بالاتری دارد. این پرنده در نسخه فضایی سبز رنگ شده و در نسخه فصول یک نسخه مشابه آن که سفید است وجود دارد که می‌تواند سقوط کند و همچنین در نسخه جنگ ستارگان قهوه‌ای رنگ است و نقش چیوباکا را ایفا می‌کند.
بابلز: این پرنده همانند یک بادکنک باد می‌کند. این پرنده، در نسخه فضایی تنها تغییر ظاهر پیدا کرده و یک کت کمربند مانند پوشیده‌است و در نسخه جنگ‌ستارگان حضور ندارد.
استلا: این پرنده بلوک‌های زیر خود را در حباب حبس کرده و به هوا می‌فرستد سپس آن‌ها را رها می‌کند. این پرنده در نسخه فضایی حضور ندارد و در نسخه جنگ‌ستارگان در نقش پرنسس لیا بلوک‌ها را به سمت خود می‌کشد.
بلو و جول: نقش‌های اصلی انیمیشن ریو که فقط در نسخه ریو حضور دارند. در این نسخه آنها باید با کمک پرندگان خشمگین مابقی پرندگان را آزاد کنند.
خوک‌ها: خوک‌های اصلی بازی خوک‌های بد کک و مک (کک مکی) نام دارد؛ همچنین در این بازی خوک‌هایی مثل خوک مکانیک و خوک پادشاه نیز حضور دارند. در نسخه پرندگان خشمگین ۲ آنها قابلیت‌های مختلفی دارند.
نقره ای: فقط در نسخهٔ پرندگان خشمگین ۲ و نسخهٔ تبدیل شوندگان حضور دارد. کار این پرنده تقریباً مثل ماتیلدا است، اما نقره ای به جای پرتاب تخم انفجاری به پایین، خودش در هوا می‌چرخد و سپس به سمت پایین می‌آید و ساختمان‌های زیر را خراب می‌کند.
لئونارد: این خوک که اولین بار با نام خوک شاه در انیمیشن پرندگان خشمگین حضور داشت، فقط در نسخهٔ جدید پرندگان خشمگین ۲ حضور دارد و ماده‌ای سبز رنگ می‌اندازد و ساختمان‌ها را ذوب می‌کند.
عقاب نیرومند: اگر شما یک عدد کنسرو ماهی تن را به سمت سازه خوک‌ها پرت کنید این پرنده آنها را با یک حرکت ازبین می‌برد. این پرنده در نسخه فضا فقط تغییر ظاهری کرده و در نسخه جنگ ستارگان در نقش یک سفینه فضایی حاضر می‌شود.
ملودی: فقط در نسخه پرندگان خشمگین ۲ حضور دارد جدیدترین شخصیت بازی است. این شخصیت بلوک‌ها را می‌خورد و در جهت دل‌خواه آنها را پرت می‌کند وکارش کمی به چاک در نسخه فضایی شباهت دارد.
شخصیت‌های سری فرعی پرندگان که فقط در نسخه‌هایی چون: استلا، تکامل و جنگ ستارگان ظاهر می‌شوند:
- پاپی: کمدین و موزیسین گروه، که عاشق شوخی و خنده است.
- ویلو: یک رویاپرداز که خیلی خجالتی و ساکت است؛ اما به طرز باورنکردنی هنرمند می‌باشد.
- دالیا: در هر گروهی از دوستان یک فرد عجیب و غریب و شاید هم فریبکار وجود دارد.
- گیل: پرندهٔ خوبی بود که بد شد، وی در کل خیلی طلا دوست دارد.
- لوکا: جوان‌ترین و تنها پسر گروه است، یادتان نرود که وی را بچه صدا نکنید.
- استلا: هنگامی که شروع به درخشش می‌کند قصد رفتن دارد.

شخصیت‌های جنگ ستارگان نیز در پرندگان خشمگین جنگ ستارگان ۲ حضور دارند که شامل خوک‌ها هم نیز می‌شوند؛ در نسخه تکامل نیز تعداد پرندگان نسبت به بقیه نسخه‌ها بیشتر است و بعضی از آنها را در فیلم پرندگان خشمگین نیز می‌بینیم.

## داستان اولین سری بازی
داستان از آنجا شروع می‌شود که پرندگان خشمگین در حال نگهداری از تخم‌های خود هستند که حواسشان به پروانه‌ای پرت می‌شود و خوک‌های سبز از غفلت آن‌ها سوءاستفاده کرده و تخم‌هایشان را می‌دزدند. پرندگان قسم خوردند تا خوک‌ها زنده‌اند لحظه ای درجای خود ننشسته و پیاپی حمله کنند تا تخم‌های خود را پس بگیرند. بعد از مدتی پرندگان توسط شکارچیانی ربوده شده و به ریو دو ژانیرو برده می‌شوند. پرندگان خشمگین، پرندگان بی‌گناه دیگری را نیز که زندانی شده‌اند آزاد می‌کنند و در ادامه با پرنده دست آموز شکارچی‌ها روبرو می‌شوند و… البته نسخه فصل‌ها (فصول) داستان خاصی ندارد و هر فصل از این نسخه مربوط به یک مناسبت رسمی مثل عید پاک می‌باشد.
بعد از درگیری با خوک‌ها در زمین، ناگهان پرنده‌ای یخی از فضا توسط سیاه چاله‌ای به زمین فرستاده شده و زخمی می‌شود. خوک‌های سبز به فضا رفته بودند و تخم پرندگان خشمگین را هم دزدیده بودند! بعد از این اتفاق پرنده یخی به فضا بر می‌گردد و پرندگان خشمگین نیز (البته به جز ماتیلدا و پرنده سبز بومرنگی) به فضا رفته و شکل و شمایل جدیدی پیدا می‌کنند که این آغاز درگیری پرندگان خشمگین با خوک‌ها در فضا می‌باشد. داستان جنگ ستارگان هم تقریباً بر اساس همان جنگ ستارگان واقعی نوشته شده‌است و اتفاقات در سیاراتی مانند هوث و ستاره مرگ و… رخ می‌دهد.

## موجودیت برای پلتفرم‌های مختلف
- نسخه پرندگان خشمگین کلاسیک ۴٫۰۰۰: آیفون , MAC OS X , اندروید ,کامپیوتر PSN , ایکس باکس Live
- نسخه پرندگان خشمگین فصل‌ها ۳٫۳٫۰: آیفون , کامپیوتر , MAC OS X ,  رنگ گوشه , اندروید
- نسخه پرندگان خشمگین ریو ۱٫۷٫۰: آیفون , اندروید , MAC OS X , پلی استیشن , پلی استیشن ۳
- نسخه پرندگان خشمگین فضا ۱٫۵٫۲: کامپیوتر , آیفون , اندروید , MAC OS X
- نسخه پرندگان خشمگین جنگ ستارگان ۱٫۳٫۰: آیفون , کامپیوتر , MAC OS X , اندروید , پلی استیشن  ۳, پلی استیشن  ۴, پلی استیشن , 3DS , Wii U ، ایکس باکس لایو
- نسخه خوک‌های بد ۱٫۴٫۰: iOS , PC , MAC OS X , Android , Black Berry 10 , Windows Phone
- نسخه پرندگان خشمگین جنگ ستارگان۲ ۱٫۰٫۰: اندروید , آیفون , کامپیوتر
- نسخه پرندگان خشمگین دوستان ۱٫۰٫۲: آیفون , اندروید
- نسخه مسابقات پرندگان خشمگین ۱.۰.۶: آیفون , اندروید
- نسخهٔ پرندگان خشمگین سه‌گانه: ایکس باکس زنده , PS Vita , پلی استیشن  ۳, پلی استیشن  ۴, 3DS , Wii , Wii U